# Zero Trust Security
Zero Trust Security (deutsch: Sicherheit auf Basis des Misstrauens), auch bekannt als Zero-Trust-Architektur (ZTA), ist ein Sicherheitskonzept im Bereich der Informationstechnologie (IT), das davon ausgeht, dass kein Benutzer, Gerät oder Netzwerk von Natur aus vertrauenswürdig ist. Im Gegensatz zu traditionellen Sicherheitsansätzen, die darauf abzielen, das Innere des Netzwerks als vertrauenswürdig zu behandeln und den Zugriff von innen nach außen zu kontrollieren, legt Zero Trust Security den Schwerpunkt auf eine kontinuierliche Überprüfung und Authentifizierung aller Benutzer und Geräte, unabhängig von ihrem Standort oder ihrer Herkunft.

## Grundprinzipien
Das Zero Trust Security-Modell basiert auf mehreren grundlegenden Prinzipien:
Misstrauen gegenüber allem
In einem Zero Trust-Netzwerk wird grundsätzlich niemandem oder nichts vertraut. Alle Benutzer, Geräte und Anwendungen werden als potenzielle Sicherheitsrisiken betrachtet.
Minimierung von Berechtigungen
Benutzer und Geräte erhalten nur die minimal erforderlichen Zugriffsrechte, um ihre Aufgaben zu erfüllen. Überprivilegien werden vermieden.
Kontinuierliche Überprüfung
Die Identität und der Status von Benutzern und Geräten werden kontinuierlich überwacht und überprüft, auch während einer laufenden Sitzung.
Mikrosegmentierung
Das Netzwerk wird in kleine, isolierte Bereiche unterteilt, in denen der Datenverkehr streng kontrolliert wird. Dies minimiert die Angriffsfläche und begrenzt die Ausbreitung von Bedrohungen.
Zero Trust Access
Der Zugriff auf Ressourcen erfolgt auf Basis strenger Authentifizierung und Autorisierung. Jeder Zugriffsversuch wird überprüft, bevor er gewährt wird.

## Umsetzung
Die Umsetzung von Zero Trust Security erfordert eine Kombination aus Technologien, Prozessen und Schulungen:
Identitäts- und Zugriffsmanagement (IAM)
Eine starke IAM-Struktur ist entscheidend, um die Identität von Benutzern und Geräten zu verwalten und sicherzustellen, dass nur autorisierte Personen und Systeme auf Ressourcen zugreifen.
Mikrosegmentierung
Netzwerke werden in kleinere, voneinander isolierte Segmente unterteilt, wodurch der Datenverkehr zwischen ihnen stark eingeschränkt wird.
Mehrstufige Authentifizierung
Die Verwendung von mehreren Authentifizierungsfaktoren, wie Passwörter, Tokens und biometrische Daten, erhöht die Sicherheit erheblich.
Bedrohungs- und Anomalieerkennung
Die kontinuierliche Überwachung des Netzwerkverkehrs und die Erkennung von ungewöhnlichem Verhalten sind wichtige Bestandteile von Zero Trust Security.
Zero Trust Security hat sich zu einem wichtigen Ansatz in der IT-Sicherheit entwickelt, da er besser auf die modernen Anforderungen reagiert, insbesondere in einer zunehmend dezentralisierten und cloudbasierten IT-Umgebung.

## Historisches
Die Geschichte von Zero Trust Security reicht bis in die 1990er Jahre zurück. Im April 1994 wurde der Begriff "Zero Trust" erstmals von Stephen Paul Marsh in seiner Doktorarbeit zur Computersicherheit an der University of Stirling geprägt. Marsh argumentierte, dass Vertrauen mathematisch beschrieben werden könne und über menschliche Faktoren wie Moral, Ethik, Gesetzlichkeit und Urteilsvermögen hinausgehe. In den Jahren danach wurden die Schwächen des traditionellen "Perimeter Defense"-Ansatzes, auch als "M&M-Modell" bekannt, erkannt. Dabei handelt es sich um eine harte äußere Schicht (wie die Schale einer Süßigkeit), die einen weichen Kern umgibt. Diese Schwächen führten dazu, dass der Begriff "Zero Trust" in den 2000er Jahren verstärkt Beachtung fand. Google implementierte 2009 eine Zero Trust-Architektur namens "BeyondCorp". In den Jahren 2018 und 2019 wurden von NIST und NCSC in den USA Empfehlungen und Richtlinien für Zero Trust-Architekturen entwickelt. Zero Trust hat sich seitdem zu einem wichtigen Ansatz in der Cybersicherheit entwickelt und wird insbesondere in Zeiten vermehrter Nutzung von mobilen und Cloud-Diensten immer relevanter.
Zur Bewältigung aktueller wirtschaftlicher und sicherheitstechnischer Herausforderungen steigen immer mehr Organisationen auf Zero Trust um. Sie profitieren von einem zukunftsfähigen Ansatz, der entscheidende Vorteile gegenüber herkömmlichen Netzwerk- und Sicherheitsarchitekturen aufweist. Wie radikal neuartig das Zero-Trust-Konzept ist, wird im Rückblick auf seine Entstehungsgeschichte deutlich.
1987
Der Netzwerkperimeter als Festungsmauer
Software-Entwickler der Digital Equipment Corporation (DEC) veröffentlichen erstmals eine Studie zum Thema Firewall-Technologie und etablieren damit die „Festung mit Burggraben“ als Standardmodell der Netzwerksicherheit.
1990
Network Access Control (NAC) als neue Komponente
Mit der Veröffentlichung des 802.1X-Protokolls als Standard für die Netzwerkzugangskontrolle trägt die IEEE Standards Association der zunehmenden Verbreitung von WLAN Rechnung. Das Protokoll sieht die Authentifizierung von Netzwerkverbindungen und die Vergabe von Zugriffsrechten auf Netzwerkebene (LAN/VLAN) vor, ist jedoch aufgrund seiner Komplexität nicht zur allgemeinen Implementierung geeignet.
2001
Ein neuer Begriff für ein neues Konzept
In einem Forschungsbeitrag für Forrester Research prägt der Analyst John Kindervag den Begriff des Zero-Trust-Modells. Kindervags Modell sieht die Verlagerung der Authentifizierung und Cybersicherheit in den Datenpfad sowie eine Segmentierung zwischen einzelnen Sitzungen vor. Es bleibt weiterhin dem Paradigma des Netzwerkzugangs verhaftet, verschiebt den Sicherheitsperimeter jedoch ins Netzwerk.
2004
Deperimeterisierung als Vorläufer von Zero Trust
Das Jericho Forum wird gegründet. Die Arbeitsgruppe thematisiert die zunehmende Verlagerung von Usern und Anwendungen aus dem Unternehmensnetzwerk unter dem Stichwort der „Deperimeterisierung“.
2004
Zscaler verlagert Zero Trust in die Cloud
Zscaler stellt die erste cloudbasierte Zero-Trust-Lösung vor. Sie vereinfacht die Umstellung auf ein Zero-Trust-Konzept und unterstützt Organisationen bei der Minimierung ihrer externen Angriffsflächen und radikalen Einschränkung der lateralen Bewegungsfreiheit innerhalb des Netzwerks.
2010
NIST veröffentlicht ein Standard-Framework für Zero Trust
Mit der Veröffentlichung der Leitlinie SP 800-207 als einheitliches Framework für den Aufbau von Zero-Trust-Architekturen leitet NIST einen Paradigmenwechsel ein, indem Zero Trust erstmals nicht mehr im Kontext des Netzwerkzugangs definiert wird.
2014
US-Behörden werden zur Umstellung auf Zero Trust verpflichtet
Das Office of Management and Budget verpflichtet alle US-Bundesbehörden zur Umstellung auf Zero Trust bis 2024.
2016
Rudimentäre Netzwerksegmentierung
Teilweise wurde versucht, Netzwerke mithilfe von VLANs oder Subnetzen zu segmentieren – bestenfalls eine Behelfslösung, die keine Authentifizierung, nur minimale Optionen zur Zugriffsbeschränkung und kaum interne Sicherheitsfunktionen unterstützt. Die Beschränkungen, die sich mit dieser Methode implementieren lassen, können mühelos umgangen werden.
2020
Google entwickelt ein eigenes Modell
Google reagiert mit der Entwicklung von BeyondCorp als neuem Konzept für die Sicherheitsarchitektur auf die Aurora-Angriffskampagne und leitet den unternehmensweiten Umstieg auf Zero Trust ein.
2021
ZTNA: Gartner setzt Zero Trust auf die Tagesordnung
Mit dem neuen Begriff des Secure Access Service Edge (SASE) rückt Gartner das Zero-Trust-Konzept – jetzt unter der Bezeichnung „Zero Trust Network Access“ (ZTNA) – erneut in den Fokus.
2022
Das "Office of Management and Budget" verpflichtet alle US-Bundesbehörden zur Umstellung auf die Zero-Trust-Architektur bis zum Jahr 2024. Diese Maßnahme verdeutlicht die wachsende Bedeutung und das Engagement der Regierung bei der Stärkung der Cybersicherheit durch die Implementierung des Zero-Trust-Modells

## Vorteile
Als Vorteile von Zero Trust Security gegenüber traditionellen Sicherheitsansätzen werden genannt:
Erhöhte Sicherheit
Zero Trust Security minimiert das Risiko von Datenverlusten und Sicherheitsverletzungen erheblich, da es von Natur aus misstrauisch gegenüber allen Benutzern und Geräten ist. Es erfordert eine strenge Überprüfung und Authentifizierung, bevor der Zugriff auf Ressourcen gewährt wird.
Bessere Anpassungsfähigkeit
Dieser Ansatz ermöglicht es Organisationen, sich flexibler an veränderte Bedrohungslandschaften anzupassen. Es ist nicht auf die Annahme beschränkt, dass das interne Netzwerk sicher ist, und kann in dezentralisierten und cloudbasierten Umgebungen problemlos implementiert werden.
Minimierung der Angriffsfläche
Durch die Mikrosegmentierung und die Begrenzung des Datenverkehrs zwischen isolierten Netzwerksegmenten wird die Angriffsfläche erheblich reduziert. Selbst wenn ein Bereich kompromittiert wird, bleiben andere Bereiche geschützt.
Strengere Zugriffskontrolle
Zero Trust Security erzwingt die Prinzipien des geringsten Privilegs, was bedeutet, dass Benutzer und Geräte nur die Berechtigungen erhalten, die sie für ihre Aufgaben benötigen. Dies minimiert das Risiko von Insider-Bedrohungen.
Kontinuierliche Überwachung
Die laufende Überprüfung von Benutzern und Geräten ermöglicht es, Bedrohungen in Echtzeit zu erkennen und darauf zu reagieren, anstatt auf periodische Überprüfungen zu warten. verbesserte Benutzererfahrung: Obwohl es strengere Sicherheitskontrollen gibt, kann Zero Trust Security auch dazu beitragen, die Benutzererfahrung zu verbessern, da sie den sicheren Zugriff von überall und von verschiedenen Geräten aus ermöglicht.
Schutz vor lateralen Bewegungen
Zero Trust Security verhindert effektiv, dass Angreifer sich innerhalb des Netzwerks "seitwärts" bewegen können also sich stark ausbreiten, selbst wenn sie Zugriff auf einen Bereich erhalten haben.
Cloud-freundlich
In einer Welt, in der viele Unternehmen Cloud-Services nutzen, bietet Zero Trust Security eine ideale Lösung, um die Sicherheit in hybriden und cloudbasierten Umgebungen zu gewährleisten.
Skalierbarkeit
Dieser Ansatz ist skalierbar und kann auf Organisationen jeder Größe angewendet werden, von kleinen Unternehmen bis zu großen Konzernen.
Compliance-Einhaltung
Zero Trust Security kann dazu beitragen, die Einhaltung von Sicherheits- und Datenschutzbestimmungen wie die Datenschutz-Grundverordnung oder den US-amerikanischen Health Insurance Portability and Accountability Act zu erleichtern, da es strenge Zugriffskontrollen und Überwachung bietet.

## Nachteile
Zero Trust Security kann sich bei folgenden Punkten potenziell nachteilig auswirken:
Komplexität der Implementierung
Die Umsetzung eines Zero-Trust-Modells erfordert eine gründliche Planung und Umstrukturierung der bestehenden Netzwerkinfrastruktur. Dies kann zeitaufwändig und kostspielig sein, insbesondere für Unternehmen mit komplexen IT-Systemen.
Mitarbeiterüberwachung
Da potenziell alle Benutzer in einem Zero-Trust-Netzwerk ein Risiko darstellen, ist eine kontinuierliche Überwachung nötig. Das aber kann, bei fehlender Pseudonymisierung, zu Datenschutzproblemen und Mitarbeiterüberwachung führen.
Benutzerkomfort
Strengere Zugriffskontrollen und Authentifizierungsverfahren können die Benutzererfahrung beeinträchtigen. Benutzer müssen möglicherweise häufiger Sicherheitsüberprüfungen durchlaufen, um auf Ressourcen zuzugreifen, was zu Frustration führen kann.
Verwaltungsaufwand
Die kontinuierliche Überwachung und Verwaltung von Zugriffsrechten erfordert zusätzliche Ressourcen und Fachkenntnisse. Unternehmen müssen sicherstellen, dass sie die richtigen Werkzeuge und Prozesse zur Verwaltung von Zero-Trust-Richtlinien haben.
Kompatibilität mit Legacy-Systemen
Unternehmen, die ältere Systeme verwenden, können Schwierigkeiten haben, Zero-Trust-Sicherheitskontrollen in diese Systeme zu integrieren. Dies kann zu Inkonsistenzen in der Sicherheit führen.
Initiale Investitionen
Die Einführung von Zero Trust Security erfordert oft erhebliche anfängliche Investitionen in Technologie, Schulung und Compliance-Anpassungen. Für kleinere Unternehmen sind diese Kosten gegebenenfalls nicht tragbar.
Mögliche False Positives
Die strengen Überwachungs- und Authentifizierungsmechanismen von Zero Trust erhöhen die Wahrscheinlichkeit von Fehlalarmen und daraus folgenden Produktivitätsverlusten.
Kultureller Wandel
Die Einführung von Zero Trust erfordert oft einen kulturellen Wandel in der Organisation, da Mitarbeiter sich an neue Sicherheitsverfahren anpassen müssen. Dies kann Widerstand und Schulungsbedarf mit sich bringen.
Skalierbarkeit
Das Hinzufügen neuer Benutzer, Geräte und Ressourcen kann die Skalierbarkeit von Zero Trust erschweren, insbesondere wenn die Implementierung nicht gut geplant ist.
Fehlende Standardisierung
Es gibt derzeit keine einheitlichen Standards für Zero Trust Security, was zu Interoperabilitätsproblemen zwischen verschiedenen Anbietern und Lösungen führen kann.
Risiko menschlicher Fehler
Da Zero Trust Security auf strengen Sicherheitskontrollen basiert, besteht das Risiko menschlicher Fehler, die zu versehentlichen Sperrungen oder Zugriffsproblemen führen können.